# Imants Blūzmanis
Imants Blūzmanis (* 7. Mai 1987 in Jūrmala, Lettische SSR, Sowjetunion) ist ein lettischer Pianist.

## Biografie
Seinen ersten Klavierunterricht erhielt Imants Blūzmanis im Alter von 7 Jahren. Seit seinem dreizehnten Lebensjahr tritt er als Solist, Kammermusiker und mit Orchester auf, u. a. mit dem Staatlichen Kammerorchester Lettland, dem Rezekne Symphonieorchester und dem Lettischen Nationalen Symphonieorchester (Latvijas Nacionālais simfoniskais orķestris) unter Normunds Vaicis. Er spielte als Jugendlicher in bekannten Konzertsälen Lettlands sowie im Tampere – Talo Kammersaal in Finnland und Oratorium Marianum in Breslau.
Blūzmanis bestritt Konzerte in Deutschland, Lettland, Estland, Finnland, Italien, Frankreich, Russland und Slowenien. Von 2006 bis 2012 studierte er Klavier an der Hochschule für Musik und Theater München bei Franz Massinger und Gitti Pirner.